# Muzikos asociacijos metų apdovanojimai
I Muzikos asociacijos metų apdovanojimai (in sigla M.A.M.A.) sono dei premi musicali che si tengono annualmente in Lituania, organizzati in collaborazione con AGATA, l'industria musicale lituana, a partire dal 2011.

## Categorie

### Categorie principali
- Artista dell'anno
- Gruppo dell'anno
- Svolta dell'anno
- Performer dell'anno
- Album dell'anno
- Canzone dell'anno
- Video musicale dell'anno

### Categorie di genere
- Interprete/gruppo di musica elettronica dell'anno
- Interprete/gruppo hip hop dell'anno
- Interprete/gruppo pop dell'anno
- Interprete/gruppo pop progressivo dell'anno
- Interprete/gruppo di musica alternativa dell'anno

## Primati
| Artista                                      | Vittorie | Note  |
| -------------------------------------------- | -------- | ----- |
| Leon Somov & Jazzu                           | 13       | [ 2 ] |
| Jessica Shy                                  | 10       | [ 2 ] |
| Sel                                          | 9        | [ 2 ] |
| Ba                                           | 8        | [ 2 ] |
| Donny Montell (anche come Donatas Montvydas) | 8        | [ 2 ] |
| The Roop                                     | 7        | [ 2 ] |
| G&G Sindikatas                               | 6        | [ 2 ] |
| Jazzu                                        | 6        | [ 2 ] |
| Marijonas Mikutavičius                       | 6        | [ 2 ] |
| Mario Basanov (anche come Ten Walls)         | 6        | [ 2 ] |
| Vidas Bareikis                               | 6        | [ 2 ] |
| Antikvariniai Kašpirovskio dantys            | 5        | [ 2 ] |
| Justinas Jarutis                             | 5        | [ 2 ] |
| Solo Ansamblis                               | 5        | [ 2 ] |
| Vaidas Baumila                               | 5        | [ 2 ] |
| 8 Kambarys                                   | 4        | [ 2 ] |
| Free Finga                                   | 4        | [ 2 ] |
| Andrius Mamontovas                           | 3        | [ 2 ] |
| Beissoul & Einius                            | 3        | [ 2 ] |
| Daddy Was a Milkman                          | 3        | [ 2 ] |
| Dynoro                                       | 3        | [ 2 ] |
| Freaks on Floor                              | 3        | [ 2 ] |
| Inga Jankauskaitė                            | 3        | [ 2 ] |
| Lilas ir Innomine                            | 3        | [ 2 ] |
| Monika Linkytė                               | 3        | [ 2 ] |